# Гурамі карликовий
Ка́рликовий гура́мі або гура́мі-пігме́й (Trichopsis pumila) — маленька лабіринтова рибка з родини осфронемових (Osphronemidae), підродина макроподових (Macropodusinae).
Вид вперше описав німецький акваріуміст Йоган Арнольд (J. P. Arnold) у 1936 році як Ctenops pumilus. Карел Лім (K. F. Liem) у 1965 році перевів його до роду Trichopsis.
Родова назва Trichopsis жіночого роду, тому правильним написанням видової назви є pumila, а не pumilus, як часто зустрічається.

## Поширення і екологія
Батьківщина виду — Індокитай. Зустрічається в басейні нижнього Меконгу в Камбоджі, Лаосі, Таїланді та В'єтнамі; у Таїланді водитьсґ також в Мекхлонзі, Чаопхрая.
Зустрічається в різних водоймах природного або антропогенного походження: ставках, заплавах, бокових відгалуженнях річок, болотах, рисових полях, зрошувальних каналах, придорожніх канавах. Зазвичай це стоячі або із млявою течією водойми із щільним шаром рослин на поверхні. Іноді це можуть бути водойми з низьким вмістом кисню.
Харчуються зоопланктоном, комахами та іншими дрібними водяними безхребетними.
Популяція виду в природі є стабільною, у Червоному списку МСОП вид має статус «найменший ризик» (LC).

## Систематичний статус
Аналіз мітохондріальної (COX1) та ядерної (RAG1) ДНК показав, що всі популяції T. pumila утворюють один єдиний вид. Філогенетичні дерева, реконструйовані з наборів даних COX1 та COX1 + RAG1 з використанням аналізу Баєса, показали наявність у складі роду Trichopsis трьох клад, а саме T. pumila, T. schalleri і Т. vittata. T. pumila може бути сестринською кладою для двох інших.
У тайській провінції Пхетчабурі (на захід від Бангкока) були виявлені природні міжвидові гібриди між самками T. vittata та самцями T. pumila: вони успадкували ген COX1 від матері і ген RAG1 від батька. Їх намагалися розвести в умовах акваріума, але це виявилось важкою справою. Крім того, в потомстві виявився сильний дисбаланс між самцями та самками, перших виявилось лише близько 5 %.

## Опис
Це маленькі рибки, що сягають лише 3,5-4 см завдовжки. Мають витончене, витягнуте в довжину, помірно стиснуте з боків тіло. Морда маленька, гостра, рот верхній.
Спинний плавець короткий і піднятий угору у вигляді вітрила, анальний плавець довгий, хвостовий круглястий, іноді легко загострений посередині. Формула плавців: D III/7-8, A  V/20-25, P 10-11, V I/5, C 13-14. 9 поперечних рядів лусок, у бічній лінії 27-28 лусок.
Основне забарвлення тіла оливкове, спинка темніша, черевце й хвостове стебло зеленкувато-білі. Від рила до кореню хвостового плавця проходить чітка темна поздовжня смуга, над нею розташований ряд тісно розташованих темних плям, які утворюють другу смугу. Тіло вкрите світло-блакитними або зеленкуватими блискучими крапочками. При боковому освітленні рибки мають перловий відтінок. Спинний, анальний і хвостовий плавці блакитні або зеленкуваті, вкриті коричнево-чорними крапками й рисками, край прикрашений темно-червоною смужкою з блакитною облямівку. Черевні плавці жовтуваті, їх видовжений промінь має блакитний колір; грудні плавці не забарвлені.
Статеві відмінності в карликових гурамі невиразні. Вважається, що самці трішки більші й трохи інтенсивніше забарвлені, спинний і анальний плавці в них більші й легко загострені на кінці. Самки дещо повніші, а верхня поздовжня смуга у них більш розмита. Якщо розглядати риб проти світла, у зрілих самок можна побачити яєчники.
Представники роду Trichopsis мають унікальний звуковий орган, утворений грудними плавцями. Звуки, що видають ці риби, складаються з коротких подвійних імпульсів і нагадують тихе м'яке тріскотіння. Їх чітко чути за межами акваріума. Рівень звукового тиску у T. pumila становить 126,5 дБ, а тривалість подвійного імпульсу 316 мс. Чітке буркотіння супроводжує візуальні прояви агресії або репродуктивної поведінки у самців. Механізм виробництва звуків у самок відсутній.
Як і всі лабіринтові риби, карликові гурамі мають також лабіринтовий орган — допоміжний орган дихання, який дозволяє їм використовувати атмосферне повітря. Періодично вони спливають до поверхні за черговим ковтком повітря. Такий спосіб дихання дозволяє рибам виживати у бідних на кисень водоймах.

## Поведінка, розмноження
Самці карликових гурамі влаштовують між собою поєдинки, але вони не приводять до травм суперників. Бійці стають боком один до одного, нахиляючи голову вниз або навпаки піднявши її догори. Вони розправляють плавці й швидко кружляють у такій позиції, описуючи кола. При цьому риби видають звуки, візуально це можна побачити за швидкими рухами грудних плавців. Паралельно суперники намагаються вдарити один одного хвостом. Результат поєдинку зазвичай вирішується вже за кілька хвилин боротьби. Подібним чином самці карликових гурамі залицяються до самок, але вони не б'ють їх, і тут є лише один учасник. У такий самий спосіб відбуваються й поєдинки між самками, але вони це роблять «мовчки».
Самці карликових гурамі будують маленькі й мало помітні гнізда з бульбашок серед плавучих рослин. Риби відкладають до гнізда 100—170 ікринок. Самець охороняє гніздо й піклується про ікру.

## Господарське значення
Для рибальства карликовий гурамі не має значення, але разом із іншою рибою може потрапляти до сіток місцевих рибалок. Вид присутній в акваріумній торгівлі.

## Утримання в акваріумі

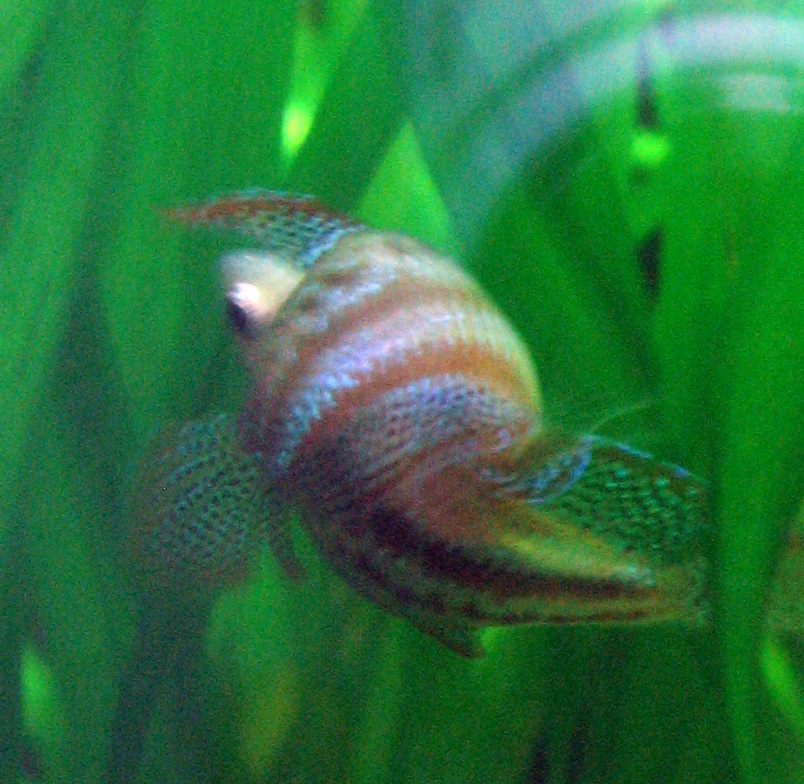
Нерест T. pumila

Карликових гурамі тримають в акваріумах. Це нескладна риба для утримування риба. Для пари цілком вистачає і 10-літрового акваріума, але краще тримати карликових гурамі невеличкою групою у більш просторому (близько 50 літрів) добре засадженому рослинами акваріумі з мінімальним рухом води та пом'якшеним освітленням. До складу води особливих вимог не виставляють, рекомендується твердість в межах 5-19°dH, показник pH 6,0-7,0. Дещо вибагливі до тепла. Оптимальною вважається температура води 25-28 °C, проте за 28-32 °C рибки бувають більш рухливими і мають яскравіше забарвлення. Погано переносять коливання температури й зовсім не виносять похолодання. За температури нижче 23 °C рибки стають блідими та млявими.
У передчутті нересту риби значно підвищують активність, самець раптово стає агресивним. Він відшукує затишне містечко в кутку акваріумаа для будівництва гнізда й не підпускає туди інших риб. Тоді вибирає собі зі зграйки самку й відганяє її до себе в куточок. Таку пару можна саджати на нерест. Нерестовищем може бути невеличкий акваріум на 6-12 літрів із шаром води 10-20 см. Використовують дрібнолисті, широколисті рослини, рослини, що плавають на поверхні. На дно можна покласти на бік гончарний горщик для квітів або шкаралупу кокосового горіха. На відміну від більшості лабіринтових риб, карликові гурамі не мають певного характерного місця для нересту, тому їм слід забезпечити різні можливості. Температура води в нерестовищі має бути близько 30 °C.
Самці карликових гурамі ретельно приховують свої гнізда. Відкладання ікри відбувається в характерних для лабіринтових риб обіймах, коли  самець обгортається навколо самки й перевертає її черевом догори. Ікра відкладається пакунками по 2-3 ікринки. Незважаючи на те, що окремі акти ікрометання тривають лише декілька секунд, весь нерест може продовжуватись до 2 годин. Ікринки білі, непрозорі, падають на дно. Самець хапає їх ротом і переносить до гнізда.
Після нересту самець перебирає на себе догляд за потомством під гніздом, тоді як самка захищає територію навколо. 
Інкубаційний період триває 24-36 годин. Личинки, що вилуплюються, мають на голові липкі ниточки, завдяки котрим вони тримаються в гнізді. Зазвичай на 4-й день після нересту вони перетворюються на мальків і починають самостійне життя. Ростуть вони досить швидко. Визрівають приблизно в 5 місяців.